# مود دوريا هافيلاند
مود دوريا بريندلي ني هافيلاند (بالإنجليزية: Maud Doria Haviland)‏ (10 فبراير 1889 - 3 أبريل 1941) هي عالمة طيور وحشرات ومستكشفة ومحاضرة ومصورة وكاتبة انجليزية. أجرت دراسات على الحشرات، وفحصت أيضًا بيولوجيا الطيور أثناء وجودها في كامبريدج وفي رحلاتها إلى سيبيريا وأوروبا الوسطى وأمريكا الجنوبية.

## البعثة السيبيرية
في عام 1914 انضمت إلى عالمة الأنثروبولوجيا البولندية ماريا تشابليكا في رحلة استكشافية إلى سيبيريا على طول نهر ينسي. ومن بين الأعضاء الآخرين في المجموعة الرسامة دورا كيرتس وهنري أوشر هال من متحف جامعة بنسلفانيا. سافروا براً إلى كراسنويارسك، واستقلوا خط السكة الحديد العابر لسيبيريا ونزلوا عبر نهر ينيسي في باخرة. في الطريق كانت قادرة على ملاحظة العديد من الخواضين وأعشاشهم. عادوا عن طريق بحر كارا. بعد عودتها من الرحلة كتبت أشهر أعمالها، صيف على نهر ينيسي. عملها مستوحى من هنري سيبوم ورحلته عام 1877 والتي نُشرت في سيبيريا في آسيا بالإضافة إلى ملاحظات عن الطيور التي تمت ملاحظتها على نهر ينيسي، سيبيريا (1895) بقلم إتش إل بوبهام (1864–1943).